# Peter Swinnerton-Dyer
Henry Peter Francis Swinnerton-Dyer (Northumberland, 2 de agosto de 1927 — 26 de dezembro de 2018) foi um matemático britânico.

## Obras
- Analytic theory of Abelian varieties, London Mathematical Society (LMS) Lecture Notes 14, Cambridge University Press 1974 ISBN 0-521-20526-3
- A brief guide to algebraic number theory, LMS Student Text, Cambridge University Press 2001 ISBN 0-521-00423-3
- Swinnerton-Dyer, Artin The Shafarevich-Tate conjecture for pencils of elliptic curves on K3 surfaces, Inv.Math. 1973[ligação inativa]
- Swinnerton-Dyer, Mazur Arithmetic of Weil curves, Inv.Math.1974[ligação inativa]
- Swinnerton-Dyer, Birch Notes on elliptic curves I, Crelle J.1963[ligação inativa]
- Swinnerton-Dyer, Birch Notes on elliptic curves II, Crelle J.1963, Birch/Swinnerton-Dyer Vermutung[ligação inativa]
- Swinnerton-Dyer, Birch The Hasse problem for rational surfaces, Crelle J. 1975[ligação inativa]